# New York Dolls
New York Dolls är en amerikansk rockgrupp som grundades i början av 1970-talet. Bandet var aktivt under fem år, men lyckades inte uppnå framgång innan de hade splittrats. År 2004 återförenades bandet och gav ut en skiva 2006. 
Många ser The New York Dolls som föregångare till både punken och den senare glam metalen och det var först när artister som Sex Pistols, Hanoi Rocks, Mötley Crüe, Poison, Guns N' Roses, Billy Idol och Morrissey började nämna bandet som sina förebilder, som den stora publiken fick upp ögonen för dem. The New York Dolls kombinerade rak rockmusik à la Rolling Stones med rå pre-punk-attityd från samtida MC5, Ramones och Iggy Pop och excentriska kläder och smink som glamrockarna Marc Bolan och David Bowie. Till bandets kända låtar hör "Trash", "Jet Boy", "Subway Train" och "Vietnamese Baby".

## Biografi

### 1967–1971: En svår början
Den amerikanska tonåringen Johnny Thunders (Johnny Genzale) startade sin musikkarriär i bandet The Reign, där han spelade gitarr och bas. I sin hemstad New York träffade han sin idol, Rolling Stones-gitarristen Keith Richards, som inspirerade honom att åka till London 1969. När han återvände var han en förändrad man. Han lät håret växa långt, använde kopiösa mängder smink och lånade sina flickvänners kläder. 1970 började han sätta ihop ett band tillsammans med Sylvain Sylvain (Sylvian Mizrahi) och trumslagaren Billy Murcia. När Sylvain plötsligt åkte till London, kallade Thunders in gitarristerna Arthur Kane och Rick Rivets. Bandet kallades The Dolls. 
Sylvain var inte glad då han vid sin återvändo märkte att Thunders inte bara stulit hans bandnamn, men också hans trummis. Saken löstes genom att Rivets sparkades, Kane bytte instrument till bas och Thunders samt Sylvain fick spela gitarr. Så behövdes bara David Johansen, en karismatisk sångare som både till utseende och uppträdande påminde mycket om Mick Jagger och tidigare haft en kort karriär i porrfilmsbranschen. Efter att ha förkastat namnet Actress bestämde sig gruppen för The New York Dolls (efter en modeaffär där Sylvain och Murcia arbetat tidigare). 
Resten av bandet antog snabbt Thunders look och bandet började spela småskaliga konserter hemma hos vänner och på små klubbar. 1972 talade hela New Yorks musikvärld om bandet, som delade replokal med Wicked Lester, en tidig inkarnation av det senare storbandet KISS. Bland annat erbjöd Alice Coopers manager Shep Gordon sina tjänster. Dolls tackade nej och Thunders återgäldade vänligheten genom att stjäla Coopers flickvän. Ett annat tillfälle kom då Rod Stewart gav dem tillfälle att öppna för ett större band. Men när Dolls dök upp var de så höga på droger att de inte kunde uppträda. Till sist lyckades de ändå få ett kontrakt med Paramount och skrev kontrakt med samma management-stall som Aerosmith. De spelade in några demolåtar, men fick aldrig stöd för att göra en skiva. Efter att ha blivit nobbade av Mick Jaggers skivbolag, fick de slutligen ihop det med engelska Track Records. Men Murcia dog av kvävning under mystiska omständigheter. Enligt rykten ska han ha slocknat efter riklig konsumtion av droger och sprit och hans groupies försökte väcka honom genom att sätta honom i ett badkar med kallt vatten och hälla kaffe i honom. Han antas ha drunknat i badkaret. Bandet åkte hem och Track drog tillbaks sitt kontrakt.

### 1972–1975: För mycket före sin tid

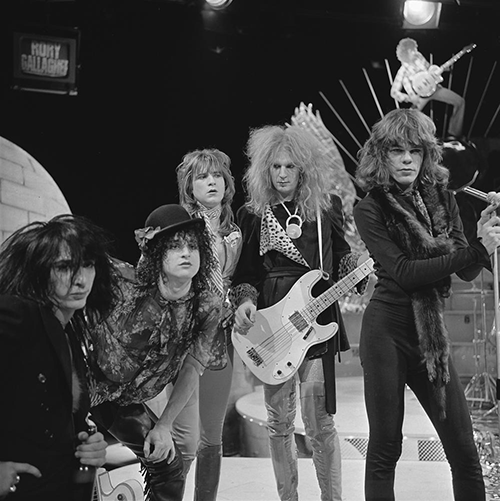
New York Dolls 1973.

Efter att ha anställt trumslagaren Jerry Nolan fick Dolls äntligen i mars 1972 sitt efterlängtade skivkontrakt med Mercury Records. De spelade in debuten med samma namn som bandet 1973 med Todd Rundgren och den fick mestadels goda betyg från kritikerna, men lyckades inte sälja speciellt väl. Efter en turné med Iggy Pop följde konserter i Europa, varav en i Paris blev historisk då Johansen öppet gav sig in i slagsmål med medlemmar av publiken som hade spottat på honom. Han spottade tillbaks, började sparka och kastade till sist mikrofonen på dem. 
Den andra skivan Too Much Too Soon från 1974 (en självuppfyllande profetia, skulle det visa sig) sålde ännu sämre än den första och i och med det vägrade Mercury att producera fler skivor för bandet. Också managementstallet Leber/Krebs sade upp kontraktet. Som en räddande ängel tog managern Malcolm McLaren över rodret, men hans provocerande metoder, som tre år senare skulle skjuta Sex Pistols i höjden, hjälpte bara Dolls att skjuta sig själva i foten. Den sista spiken i kistan kom då Thunders och Nolan under en turné i Florida lämnade bandet. Johansen, Sylvain och Kane försökte ännu rädda bandet genom att anställa Chris Robinson, Tony Machine och Bobby Blaine och Blackie Lawless. Men det var dödsdömt, bandet splittrades 1975. 1976 försökte Johansen och Sylvian återuppliva det, men det var förgäves. 
De olika medlemmarna splittrades och började med olika projekt. Johansen var den enda som lyckades få sin solokarriär att fungera. Thunders och Nolan startade The Heartbreakers tillsammans med Richard Hell, klippte håret och blev ett av de centrala banden i den tidiga punken. Bandet deltog bland annat i den legendariska Anarchy-turnén i England. Thunders blev senare något av en vagabond i USA:s rockvärld. Han spelade in en soloskiva och samarbetade med många olika artister, ofta i samarbete med Nolan, men drogerna blev för mycket för gitarrlegenden, som somnade bort 1991, av en kombination av leukemi och riklig användning av metadon. Han följdes snabbt av sin livslånga vän Jerry Nolan, som dog av en hjärnblödning 1992.

### 2004: Återkomsten
2004 övertalade artisten Morrissey (som var en stor beundrare av Dolls) de kvarvarande medlemmarna Kane, Sylvian och Johansen att uppträda som New York Dolls på en festival i London. Guns N' Roses gitarrist Izzy Stradlin skulle egentligen ersätta Thunders, men några veckor innan drog han sig ur. Dolls kontaktade då Andy McCoy från Hanoi Rocks, men på grund av Hanoi Rocks turnétidtabell kunde han inte medverka. Till sist blev det Steve Conte på gitarr och Gary Powell på trummor. Konserten gick så bra att Dolls allvarligt började fundera på en comeback. Den bromsades ändå av en annan tragedi. I juli samma år sökte sig Arthur Kane till sjukhuset med vad han trodde var lunginflammation, men som visade sig vara långt hunnen leukemi. Den 13 juli dog han.
Men Sylvian och Johansen var fast beslutna att återuppliva bandet och meddelade i juli 2005 att de hade återuppstått och arbetade på en ny skiva. Det nya New York Dolls består av Steve Conte och Sylvain på gitarr, Johansen på sång, ex-Hanoi Rocks-mannen och Thunders goda vän Sam Yaffa på bas, Brian Delaney på trummor och Brian Koonin på keyboards. År 2006 släppte The New York Dolls skivan One Day It Will Please Us to Remember Even This för en entusiastisk fanskara och goda recensioner. Skivan bjöd naturligtvis på en vuxnare version av bandet än den som uppträdde på 1970-talet, men energin fanns kvar, liksom Johansens underfundiga låttexter. Bland annat Michael Stipe från R.E.M. och Iggy Pop gästar. Albumet följdes av ett flitigt turnerande och 2009 gavs nästa album, Todd Rundgren-producerade Cause I Sez So ut.

## Arvet
The New York Dolls andra skiva Too Much Too Soon blev en självuppfyllande profetia för bandet. Världen (speciellt inte USA) var inte redo för den transsexuella/androgyna imagen blandad med skitig punkenergi som The New York Dolls avfyrade i början av 1970-talet. Glamrockband som spelade melodisk bluesrock kunde komma undan med smink och maskulina pre-punkband som The Stooges eller MC5 klarade av den slarviga, råa spelstilen. Men de hade olika fans och det skulle krävas tio år innan dessa kunde förenas i band som Hanoi Rocks och Mötley Crüe. 
Dolls var inga stora musikaliska genier och inte heller nödvändigtvis stora låtskrivare, men de hittade en guldåder som gjort att artister i alla tider från 1970-talet och framåt har spelat deras musik antingen på konsert eller på skiva. MC5 och The Stooges spelade en aggressiv, rak och enkel pre-punk, men Dolls lutade mer tillbaks på en bluesig Stones-inspirerad, mer melodisk tradition som förstärktes av bandets tom-tom-tunga trumsound och Thunders tunga, skräniga gitarr. Thunders har också som rockikon följt spåren på coola, självdestruktiva konstnärer som Keith Richards och Jimi Hendrix och har inspirerat så gott som alla whiskydrickande, slarviga rockgitarrister sen han blev ikonförklarad på 80-talet. 
Det finns knappast ett glamrock- eller hårdrockband som startat på åttiotalet som inte nämnt The New York Dolls som inspiration, var det sedan fråga om utseende, musik eller livsstil. Också punkband ser Dolls som en föregångare. Punken har många andra förebilder, men frågan är om band som Hanoi Rocks, Twisted Sister, Mötley Crüe eller Guns N' Roses skulle ha funnits utan The New York Dolls, som sedan åttiotalet har höjts i anseende till samma status som förnyare inom rocken som Iggy Pop eller Alice Cooper. Ett bevis på den stora anhängarskaran är mängden postuma utgåvor, samlingsskivor och tributskivor som getts ut både i Dolls och Johnny Thunders ära, för att inte tala om alla covers som spelats in av diverse stjärngrupper. 

## Medlemmar

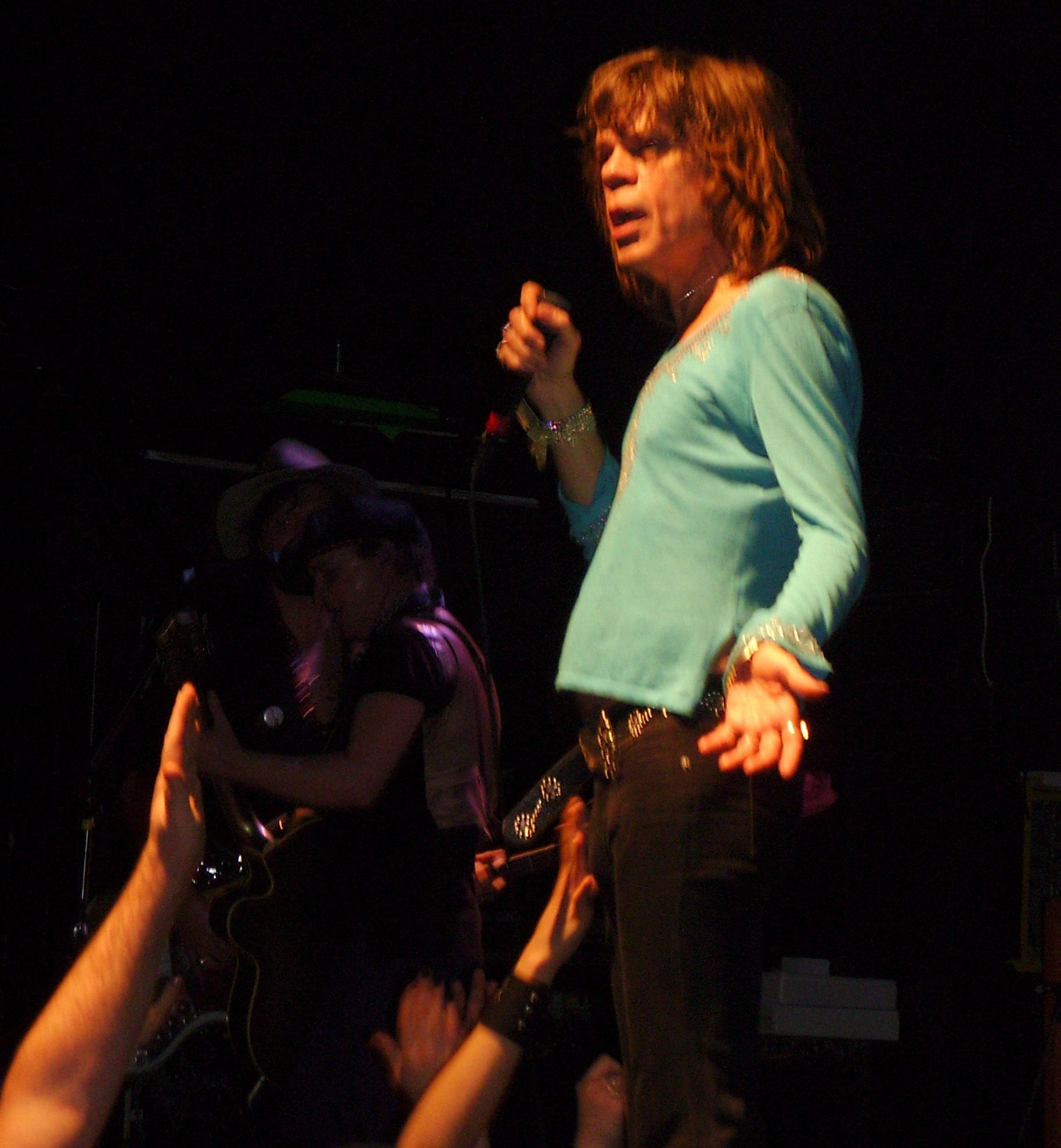
David Johansen 2008.

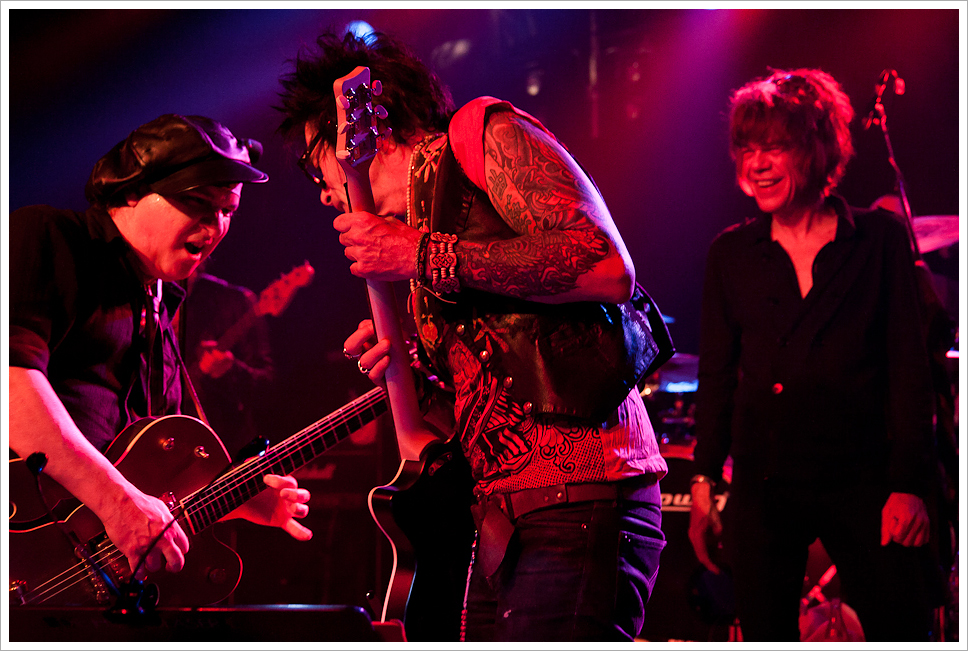
New York Dolls 2011.

### Tidigare medlemmar
- David Johansen – sång, munspel (1971–1976, 2004–2011)
- Sylvain Sylvain – gitarr, basgitarr, piano (1971–1976, 2004–2011; död 2021)
- Johnny Thunders – gitarr, sång (1971–1975; död 1991)
- Arthur Kane – basgitarr (1971–1975, 2004; död 2004)
- Billy Murcia – trummor (1971–1972; död 1972)
- Rick Rivets – gitarr (1971; död 2019)
- Jerry Nolan – trummor (1972–1975; död 1992)
- Peter Jordan – basgitarr (1975–1976)
- Blackie Lawless – gitarr (1975)
- Chris Robison – keyboard (1975)
- Tony Machine – trummor (1975–1976)
- Bobby Blaine – keyboard (1976)
- Steve Conte – gitarr, sång (2004–2010)
- John Conte – basgitarr (2004)
- Gary Powell – trummor (2004)
- Sami Yaffa – basgitarr (2005–2010)
- Brian Koonin – keyboard (2005–2006)
- Brian Delaney – trummor (2005–2011)
- Aaron Lee Tasjan – gitarr (2009)
- Frank Infante – gitarr (2010–2011)
- Jason Hill – basgitarr (2010–2011)
- Jason Sutter – trummor (2011)
- Kenny Aaronson – basgitarr (2011)
- Earl Slick – gitarr (2011)
- Claton Pitcher – gitarr (2011)

## Diskografi

### Studioalbum
- New York Dolls (1973)
- Too Much Too Soon (1974)
- One Day It Will Please Us to Remember Even This (2006)
- Cause I Sez So (2009)
- Dancing Backward in High Heels (2011)